# جورماغون
جُرماغُون نُویان سردار مغول بود که در سال ۶۲۶ ه‍.ق و در شروع حکومت اوگتای قاآن پسر سوم و جانشین چنگیز، به امر او دو سپاه برای فتح ممالک فتح‌نشده تشکیل شد، یکی به سمت خِتای یعنی چین شمالی رفت و فرمانده سپاه صدهزارنفری دوم جرماغون نویان بود. این سپاه عهده‌دار سرکوبی قطعی جلال‌الدین خوارزمشاه و فتح آذربایجان شد.
جرماغون عازم ایران شد و به تسخیر ممالکی که مغول درست آن را نگشوده بودند مانند غزنین، کابل، سند، زابلستان، طبرستان، گیلان، اران و آذربایجان و غیره اقدام کرد. جرماغون سلطان جلال‌الدین را شکست داد و سلطان جلال‌الدین که به کوه‌های میافارقین گریخته بود در آنجا به دست کردان کشته شد.
پس از کشته شدن جلال‌الدین، مغول به سه دسته تقسیم شدند. یک دسته به غارت دیار بکر و نواحی پادشاهی ارمنی کیلیکیه رفته و تا ساحل فرات پیش رفتند. دستهٔ دیگر به طرف شهر بتلیس (در ترکیهٔ امروزی) رفتند. دستهٔ سوم در سال ۶۲۸ ه‍.ق بر مراغه تسلط یافتند و بعد به آذربایجان آمدند و چون از سرنوشت جلال‌الدین کسی خبر نداشت در حدود آذربایجان باقی ماندند. در اوایل سال ۶۲۹ ه‍.ق به قصد تصرف تبریز حرکت کردند. مردم تبریز همین که از نزدیک شدن سپاه مغول اطلاع یافتند با صلاح قاضی و رئیس شهر با فرستادن انواع هدایا و قبول خراجی گزاف مانع از خرابی شهر و قتل‌عام مردم شهر شدند.
در این حملات ثانوی، مغولان چون از حملات متقابل جلال‌الدین آسوده‌خاطر بودند و مردم نیز از همه جهت دچار رعب و وحشت فوق‌العاده گردیده بودند، بلامانع به تسخیر نواحی باقی‌مانده پرداختند و تا حوالی بغداد پیش راندند.
جرماغون و سرداران او تمامی ارمنستان و گرجستان را که در آن زمان زیر فرمانروایی بهرام گرجی و ملکه رسودان بود ویران کردند. ملکه رسودان گریخت، اما بهرام و آواک پسر ایوانی چاره‌ای جز اطاعت نیافتند و با قبول تبعیت از مغول امان یافتند. در این حملات ثانوی، در مشرق و جنوب شرقی ایران یعنی سیستان و غزنین و کابل و حدود سند حملات بسیاری انجام گرفت و به غیر از نواحی فارس و کرمان که امرای آن اتابکان فارس و قراختاییان کرمان از خراج‌گزاران مغول بودند، مغولان بقیهٔ نقاط را قتل و غارت کردند پس مرگ جُرماغُون نُویان درسال۱۲۴۱ جانشین او بایجو نویان شد.